# Myszkowice
Myszkowice [mɨʂkɔˈvʲit͡sɛ] é uma aldeia localizada na região administrativa da comuna de Bobrowniki, no condado de Będzin, voivodia de Silésia, no sul da Polônia. A aldeia tem uma população de 384 habitantes.